# Styringomyia mahensis
Styringomyia mahensis är en tvåvingeart som beskrevs av Edwards 1912. Styringomyia mahensis ingår i släktet Styringomyia och familjen småharkrankar.
Artens utbredningsområde är Seychellerna. Inga underarter finns listade i Catalogue of Life.